# Теодосий Търновски
Св. Теодосий Търновски е виден български духовник и отшелник, деятел на исихазма в средновековна България и ученик на св. Григорий Синаит.
На св. Теодосий Търновски са посветени три български храма – Теодосиевата постница на Рилския манастир, която включва храм в чест на св. Теодосий Търновски и двуетажна сграда за монаси. През 2023 година е осветен параклис „Св. Теодосий Търновски“, който се намира в сградата на енорийския център в двора на софийската църква „Свети Димитър Солунски“. Българският храм в Кьолн, който е част от Западно и Средноевропейската епархия на Българската православна църква, също е посветен на св. Теодосий Търновски.

## Извори
Най-съдържателният извор за живота и деянията на преподобни Теодосий е житието му, написано на гръцки език веднага след неговото успение от цариградския патриарх Калист († 1364), но запазено в славянски превод. Включено е в Рилския панегирик от 1479 г., дело на Владислав Граматик и вероятно е негов превод. Към края на 18 век е открито от йеромонах Спиридон Габровски, който го преписва. Йеромонах Спиридон Габровски съставя и служба в чест на светеца, която заедно с преписаното житие се озовава във възстановения Килифаревски манастир – основан през 50-те години на XIV век от св. Теодосий. Личността на св. Теодосий се засяга и в Похвалното слово за патриарх Евтимий от Григорий Цамблак.

## Житие
За семейството на преподобни Теодосий Търновски не се знае нищо, освен че вероятно е родом от Видинско. Малко преди смъртта си приема миропомазване от цариградския патриарх, тъй като не е сигурен дали е помазан при кръщенето си, от което може да се предположи, че е от скромен произход. Приема монашеско пострижение в Арчарския манастир „Свети Николай“ край Видин. Оттам тръгва да търси духовно ръководство и последователно попада в Мариинската, Червенската и Епикериевата свети обители. След като обикаля много манастири, св. Теодосий достига до знаменития исихаст и учител на съзерцателния живот, преподобни Григорий Синаит, който се подвизава по онова време в манастира Парория (гръцка дума за гранична зона) някъде на границата между България и Византия. Обикновено се предполага, че граничната зона е Странджа, но е възможно обителта да е по северните склонове на Родопите. Според Константин Иречек Парория е тъждествена на Сакар планина, северно от Одрин.
Под неговото опитно ръководство св. Теодосий дотолкова преуспява в духовния живот, че според думите на житиеписеца му Калист учителят „изсред всички ученици само на него позволил да безмълствува в килията си.“

## Духовни успехи и подвизи
След успението на преподобни Григорий Синаит манастирското братство единодушно избира св. Теодосий за игумен. Той отказва да приеме такава голяма отговорност и тръгва да търси ново духовно пристанище. Посещава Атон, Солун, Бер и Цариград, много места из България и накрая заедно с ученика си Роман основава свой манастир в Килифарската пустинна местност до Търново.
Скоро около него се събира голямо духовно братство от българи, сърби, румънци, унгарци и гърци.
Сред неговите ученици най-изявени са преподобният Роман, ученият йеромонах Дионисий и още по-ученият Евтимий, бъдещият предстоятел на Българската православна църква и патриарх Търновски.
Поради разбойнически нападения се наложило Теодосий, заедно с братството, да се пресели по-близо до столицата Търново. Новото място е в пещера и стръмните скали правят мястото недостъпно от нападения. Това вероятно е манастирът „Св. Троица“. На това място св. Теодосий прекарва три години, заболява тежко, боледува в продължение на двадесет месеца и поради физическа слабост се отказва от длъжността игумен, която прехвърля на св. Роман. Преподобни Теодосий, заедно с Евтимий и още трима ученици, се отправя за Цариград при своя приятел и сподвижник измежду следовниците на св. Григорий Синаит, патриарх Калист І. Умира в патриаршеския манастир „Свети мъченик Мамант“ на 27 ноември 1363 г.
Преди своето успение св. Теодосий прави завещание, в което съветва своите ученици да пазят неповредена благочестивата православна вяра. Преди кончината си изповядва догматическите постановления на вселенските събори и се причастява с пречистите Христови Тайни. Тогава килията му се изпълва с благоухание. Лицето на преподобния чудесно просиява и той издъхва в блаженство. Последните думи, които произнесъл са: „Вижте, небесно войнство!“

## Заслуги
Преподобни Теодосий Търновски създава със своята исихастка школа нова епоха в Българската църква, която повдига духа и културата на монашеството и на православното благочестие. Негов ревностен следовник е св. Евтимий Търновски. Без да заема архиерейски сан, благодарение на авторитета си на свети човек, преп. Теодосий Търновски е водач в борбата на православната църква срещу ересите. 3аставя цар Иван Александър и тогавашния търновски патриарх Теодосий да свикат църковен събор през 1350 г. в Търново, на който са осъдени месалианската, богомилската и адамитската ереси. През 1360 г. на друг събор осъжда юдейската религия, възможно във връзка с приемането на кръщение от втората съпруга на Иван Александър Сара-Теодора, родом еврейка.
Св. Теодосий превежда от гръцки на български език книги с творенията на Светите отци, но за жалост няма сведения кои са конкретните съчинения.
Св. Теодосий бива надарен и с пророчески дар. Според житиеписеца на св. Евтимий - Григорий Цамблак, св. Евтимий вижда учителя си преп. Теодосий по време на съзерцателна молитва като огнен стълб; на другия ден преподобният предсказва, че Евтимий ще стане търновски патриарх, но че при него ще бъде разорена тяхната обител и цяла България ще бъде завзета от агаряните (турците).

## Памет
След кончината на св. Теодосий Търновски Цариградският синод го канонизира за светец, а патриарх Калист лично му написва житие.
На свети Теодосий Търновски е наречена улица в квартал „Лозенец“ в София (Карта).